# Marcelo Balboa
Marcelo Balboa (Chicago, 8 de agosto de 1967) é um ex-futebolista norte-americano que jogava como zagueiro.

## Carreira
Descendente de argentinos, Balboa iniciou sua carreira, assim como grande parte de seus compatriotas, no futebol universitário, defendendo o Cerritos Juniors (equipe da Cerritos College) entre 1986 e 1987, ano em que passou a jogar no futebol indoor, representando San Diego Nomads (1987-89), San Francisco Bay Blackhawks (1990-91) e Colorado Foxes (1992-93), até assinar seu primeiro contrato profissional, com o León, já aos 26 anos. No clube mexicano, jogou 53 partidas e marcou 3 gols até 1995.
Seria no Colorado Rapids que Balboa teve grande sucesso. Comandando a defesa da equipe, disputou 151 jogos e marcou 24 gols - número alto para um zagueiro - entre 1996 e 2001.
Em 2002, assinou com o MetroStars (atual New York Red Bulls), porém a temporada do zagueiro foi prejudicada por lesões, atuando em apenas um jogo. Sem condições de permanecer jogando, Balboa decidiu encerrar sua carreira aos 34 anos.

## Seleção
Balboa debutou na Seleção dos Estados Unidos em janeiro de 1988, contra a Guatemala. Disputou 9 competições internacionais pela equipe, com destaque para as Copas de 1990, 1994 e 1998. 
Na Copa de 1994, comandou a zaga norte-americana juntamente com Alexi Lalas. Contra a Colômbia, ele quase marcou um antológico gol de bicicleta após uma cobrança de escanteio, quando deu um giro perfeito no ar, e a bola não entrou por milímetros no gol de Óscar Córdoba, completamente batido no lance. Em 1990 e 1998, não conseguiu passar da primeira fase. O Homem de ferro (como Balboa era conhecido) deixou a Seleção em 2000, com 128 partidas disputadas e 13 gols marcados.

## Títulos
Estados Unidos
- Copa Rei Fahd de 1992: 3º Lugar